# Илия Йосифов (оперен певец)
Вижте пояснителната страница за други личности с името Илия Йосифов.
Илия Александров Йосифов е български оперен певец (тенор) и музикален педагог, създател на школа в Българската консерватория. Брат е на композитора и диригента Йосиф (Йоско) Йосифов и чичо на Александър Йосифов – диригент, композитор и музикален педагог.

## Биография
Илия Йосифов е роден на 12 септември 1912 г. в Котел, произхожда от музикално семейство. През 1918 г. родителите му се преместват в Казанлък. Там започва да учи цигулка и е включен в състава на местния оркестър, ръководен от брат му Йосиф Йосифов. В гимназията показва и гласови данни, забелязани най-напред от брат му, и вместо като цигулар се проявява като солист на оркестъра. Изпълнява популярни песни на Шуман, Шуберт, Добри Христов, както и руски романси.
Постъпва в Юридическия факултет на Софийския университет. Като студент пее в хора на университета, първо като хорист, а после като солист. Става солист на хор „Гусла“ и на хор „Родна песен“. След като завършва право постъпва във Вокалния отдел на Държавната консерватория в класа на професор Анна Тодорова. По време на обучението си (1932 – 1936) получава добра подготовка за лиричен репертоар.
След завършването на Консерваторията е солист на Кооперативния театър от 1936 до 1938 г., от 1938 до 1939 г. е в оперетния театър „Одеон“, а след това – в новосформирания Художествен оперетен театър (до 1943).
Специализира в Залцбург, след това учи във вокалния отдел на Оперната школа на Виенската консерватория, която завършва за две години, под ръководството на Мария Бранд. И тя, както Анна Тодорова, го насочва към нежния, лиричен репертоар, без спинтово звучене. След завръщането си в България е стажант в Софийската опера, а певческият му дебют там е на 20 октомври 1945 година в ролята на Пинкертон от „Мадам Бътерфлай“. Назначен е за редовен солист.
Същевременно се проявява и като забележителен педагог и през 1953 г. е назначен за декан на Вокалния факултет на Консерваторията. Директор е на Софийската народна опера от 1962 до 1964 г. В периода 1964 – 1969 г. е вокален педагог в Ленинград (СССР). От 1969 година е преподавател в Българската консерватория.
Умира на 29 юни 1993 година в София.

## Активно творчество
По време на работата си в Кооперативния театър пее редица централни партии: Данило от „Веселата вдовица“ на Лехар, Щуберт от „Любовта на Шуберт“, Птицепродавецът от едноименната оперета на Карл Целер и други.
Първата му оперна роля е на Тамино от „Вълшебната флейта“, на виенска сцена след дипломирането му. Дебютът му в Софийската опера е в ролята на Пинкертон от „Мадам Бътефлай“ на Пучини (1945). Една от забележителните му партии е тази на Фауст от операта на Гуно. Премиерен певец, смятан за „лицето на театъра“ като Рудолф от „Бохеми“, Алфред от „Травиата“, Ленски от „Евгений Онегин“, Херцога от „Риголето“ и много други.
Освен с многобройните си роли на оперната сцена, Илия Йосифов става предпочитан за публиката камерен изпълнител. Забележителен интерпретатор на песни от Шуберт и Шуман.

## Преподавателска дейност
От 1963 г. Илия Йосифов е професор по пеене в Българската държавна консерватория и декан на Вокалния факултет в периодите (1953 – 1955 г. и 1959 – 1962 г.). Канен е специално като преподавател в Ленинградската консерватория „Н. А. Римски-Корсаков“ и като вокален педагог в оперния театър в Рига. Между възпитаниците му са забележителните певци Райна Кабаиванска, Благовеста Карнобатлова-Добрева, Павел Герджиков, Мати Пинкас (последните трима са дългогодишни професори в Музикалната академия), Сабин Марков, както и педагозите професор Константин Карапетров (известен български музикален критик), професор Чавдар Хаджиев и други.

## Памет
На професор Илия Йосифов е наречена улица в квартал „Бояна“ в София (Карта).